# 通和散

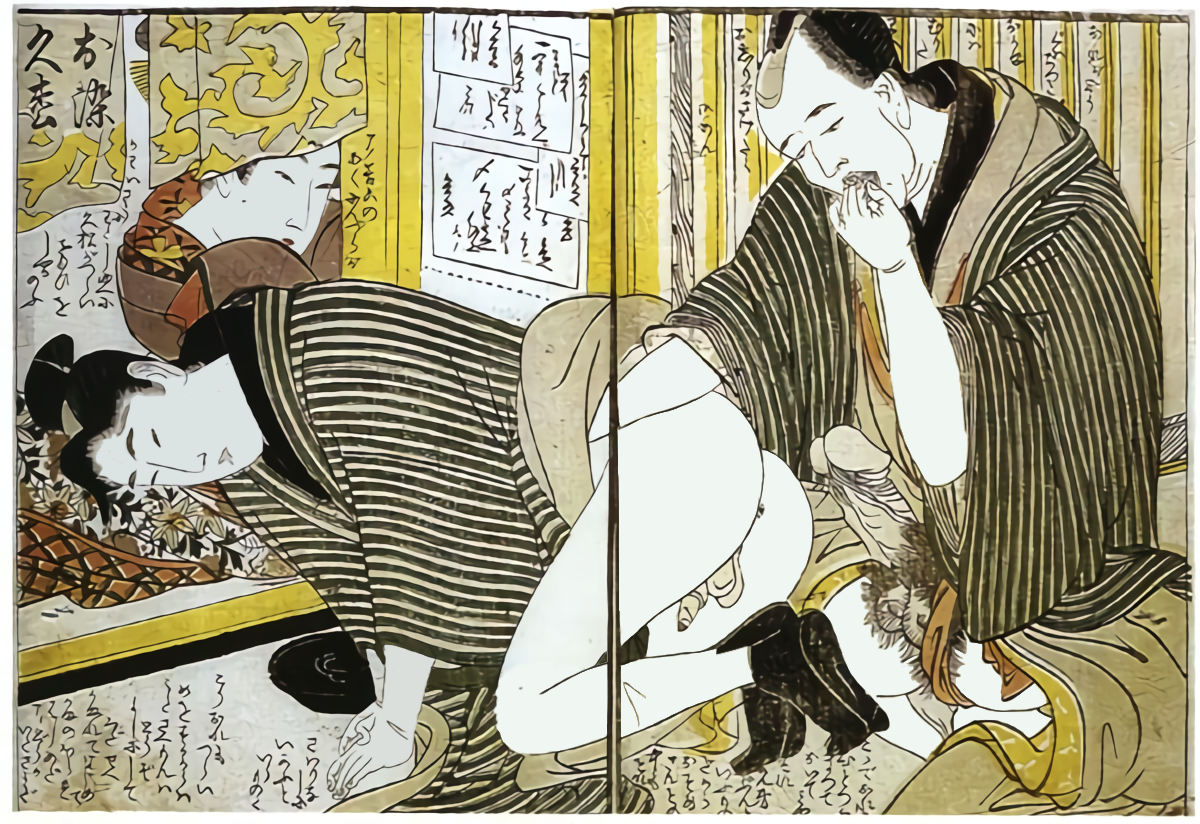
ぬめり薬を使う客を描いた春画（喜多川歌麿 画）

通和散（つうわさん）は、江戸時代に市販されていた日本のぬめり薬である。閨房で使う秘薬の一種。今で言うラブローションである。主に男色の時の肛門性交で使われたが、未通女の初交や水揚げの時など男女間の性交でも用いることがあった。当時の有名な秘薬で、川柳や春本でもよく取り上げられている。練り木、白塗香、ふのり紙、高野糊などの別称がある。

## 概要

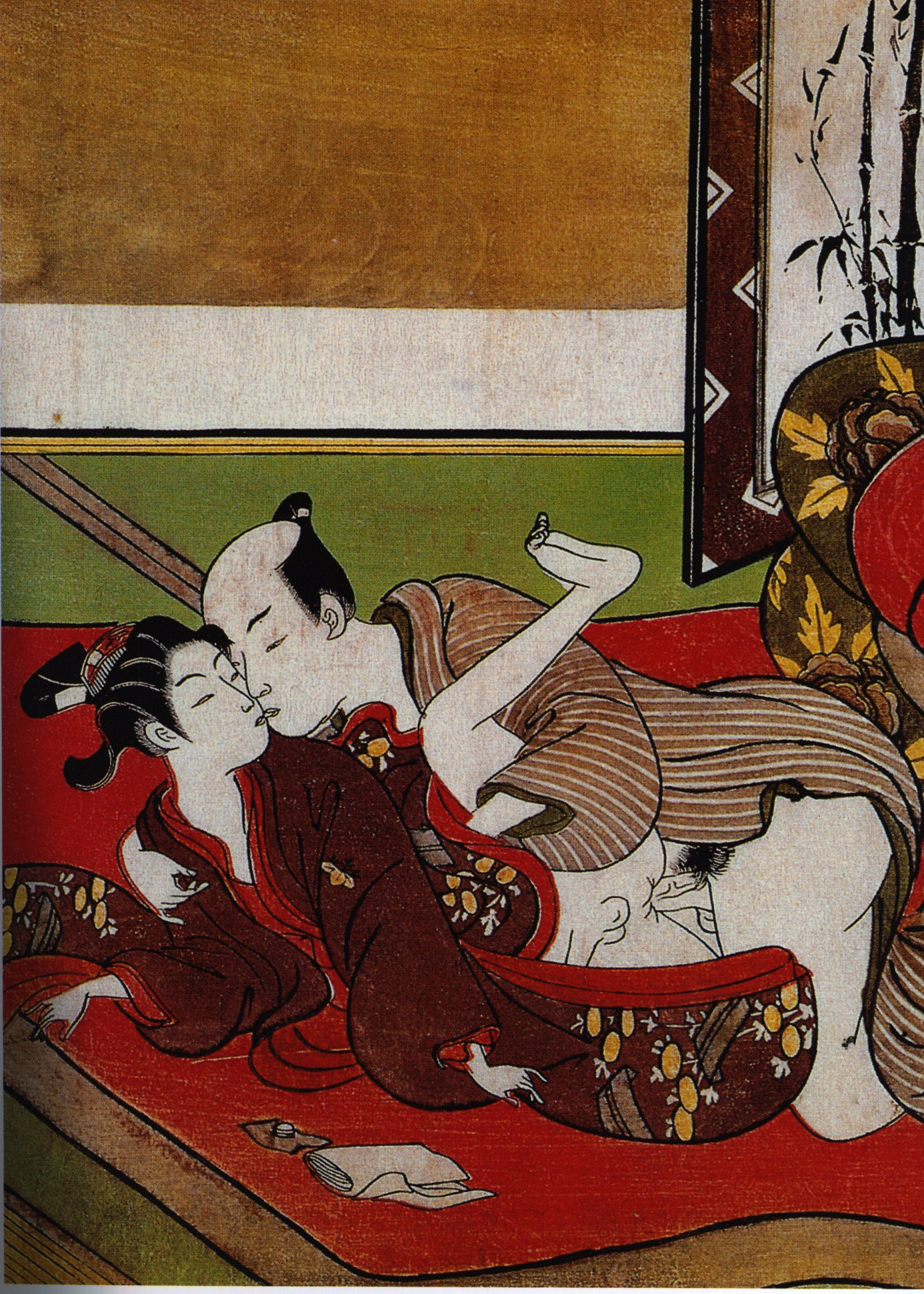
陰間との肛門性交を描いた春画
（鈴木春信 画）

日本の男色の歴史は古く、『日本書紀』神功皇后紀にそれと思われる記録がある。平安時代には、天皇や公家たちに男色が流行した。この風潮は寺社や武家にも伝わって、脈々と受け継がれていった。特に女色を禁じられていた僧院では、平安時代にはすでに稚児との男色関係が行われていたと言われている。また、武家では男色関係を通して義兄弟の関係を結び主従関係を強化する手段にもなった。江戸時代になると、男色文化は町人にも広がり、陰間と呼ばれる男娼まで出現するようになった。
しかし、男女の性交なら女性の性的興奮とともに膣から愛液が分泌されるが、男色で使う肛門にはそうした機能がないので、滑らかな抜き差しが難しい。もちろん、男女間の性交でも、女の愛液が十分分泌されない時も同じである。そうした時には、当時も今も、普通は唾液を愛液代わりにする。しかし、唾液は手軽に利用できる反面すぐに乾いてしまうという欠点がある。そこで唾液の代わりになる潤滑剤が求められるようになった。デリケートな場所に使用するものなので、刺激が少なくかぶれたりしないものであることが必要である。鎌倉時代に書かれた『稚児草紙』には、僧院における肛門性交の前に丁字の実からとれる丁字油を肛門に塗っていたという記録が残されている。
こうした需要に応じて江戸時代に発売されたのが通和散である。通和散は、黄蜀葵の根を乾燥させた白色の粉末で、成分を和紙に吸着させた携帯に便利な紙状のタイプもあった。中でも江戸湯島天神下の薬屋「伊勢七」で製造・販売されていたものが極上品という評価を得ていた。「通和散」の名前は、唾の代わりに使う粉薬という意味で「唾（つわ）散」から名付けられたと思われる。
なお、自分で楽しむために製造する場合には、黄蜀葵を使わずに、海蘿や角股などの海藻や葛粉・鶏卵で代用する製法も伝わっている（→#製法を参照）。

## 使用法
肛門性交で、陰茎を肛門に挿入する時に使用する。通和散を口に含み、唾液でふやかしてドロドロになったところで、陰茎や肛門に塗りつける。唾液だけの時とは違ってすぐに乾かないので長く楽しむことができる。
なお、ふやかすのは唾液が望ましく、湯水で溶かして使うと効果が減るので注意が必要である。

## 製法

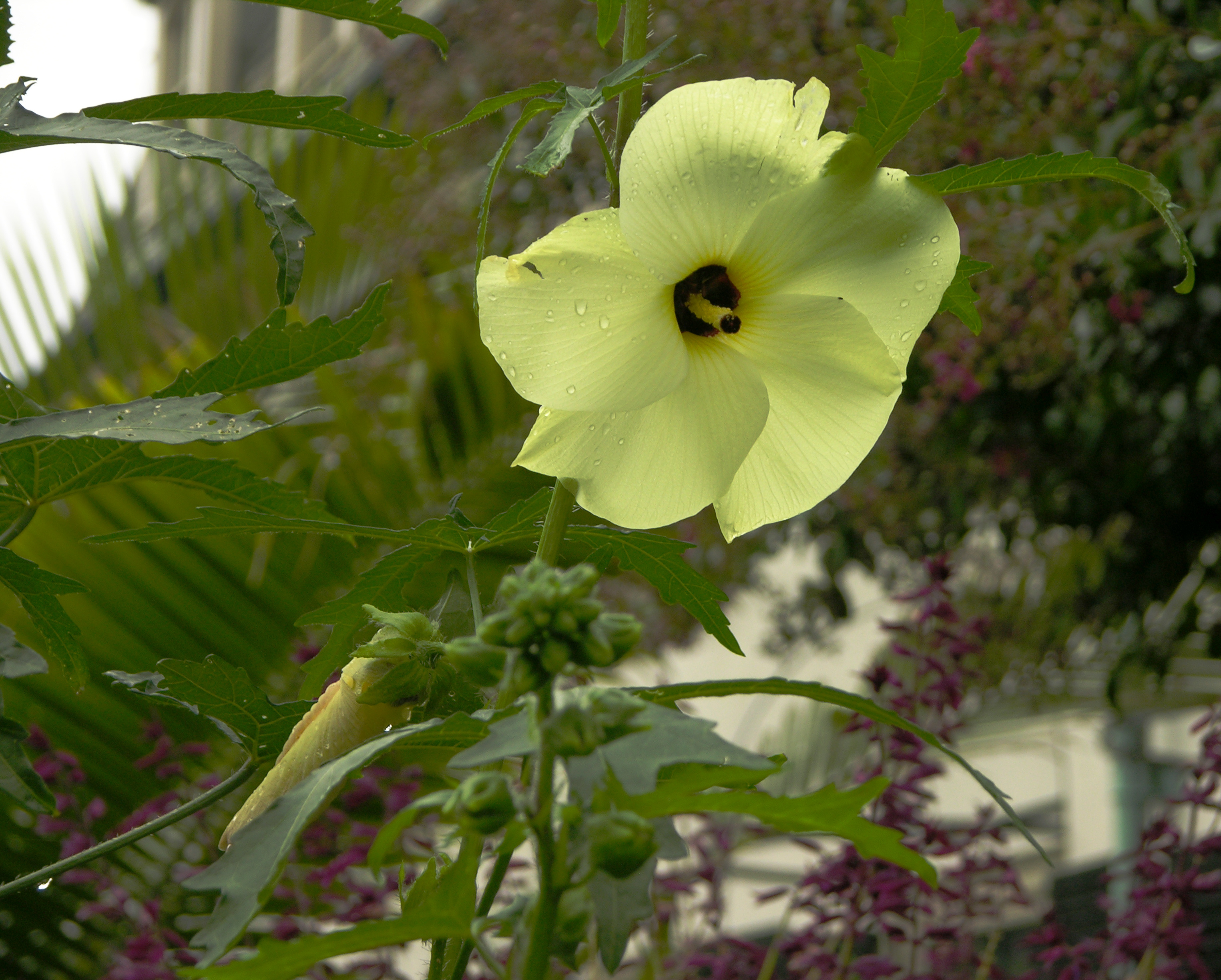
黄蜀葵の花

### 正規品
通和散の正規品は黄蜀葵を原料に作られた。黄蜀葵の根をすりつぶしてふるいにかけて粉末にしただけのものである。これをそのまま小袋に入れるか、和紙に塗って乾燥させたものを小切りにして販売していた。
黄蜀葵は、もともとは和紙を作るときに繊維をつなぐものとして利用されていたものなので、そこからぬめり薬として利用することを思いついたと思われる。

### 類似品
上方で流通していたと思われる類似品として「安入散」がある。海蘿を主原料としたぬめり薬で、通和散とは別物だと思われる。
また、同じく海蘿を主原料としたぬめり薬に「海蘿丸」や「いちぶのり」がある。海蘿を煮出したものに紙を浸し、丸めたものが「海蘿丸」、1分四方に切ったものが「いちぶのり」である。これは携帯に便利で、印籠や紙入れに入れて持ち歩き、いざという時に備えた。

### 代用品
正規品の通和散は黄蜀葵を主原料としたが、『閨中紀聞枕文庫』などに自家製の場合などに黄蜀葵を使わない製法も伝わっているので、黄蜀葵が手元になくても大丈夫である。
- 鶏卵の白身に葛粉と海蘿を加えたものを、和紙に塗り乾かす工程を何度も繰り返す[1][10][11]
- 鶏卵の白身に海蘿を加えたものを乾燥させ、薬研で粉末にする[1][11][25]
- 角股を煮出したものに鶏卵の白身を加え、それを和紙に塗り乾かす工程を何度も繰り返す[1][4][23]

|  |  |  |

## 販売店
『守貞漫稿』や『閨中紀聞枕文庫』などによると、以下の店などで販売されていた。
なお、現在は販売されていない。

### 江戸
- 伊勢七（湯島天神下）[4][7][22]
- 東扇堂山形屋（湯島切通し坂上）[7][22]
- 四つ目屋（両国）[7][22]

### 京
- 店名不詳（宮川町の某家）[1][5][19]

## 通和散を取り上げた作品

### 川柳
- 「天神の裏門で売る通和散」
伊勢七のあった湯島天神周辺には、陰間茶屋が多くあった[1][7][22]。「裏門」は「後門（肛門）」を連想させている[22]。

- 「大師流にて筆太に通和散」
「大師流」とは、弘法大師を祖とする書の流派[1]。弘法大師には、男色を唐から日本に持ち込んだとか、女色は禁じたが男色は許したという俗説がある[1][26]。

### 春本など
- 淫水亭開好『通不通堪麁軍談』（通俗堪麁軍談）
通和散を使った行為の真っ最中の描写がある[10][27]。

- 歌川国貞『正写相生源氏』
巨根で知られる道鏡の子孫を名乗る男が14歳の処女を奪う場面で、通和散を使う描写がある[19][28]。

- 柳川重信『天野浮橋』
陰間が客と床入りする前に、客に気付かれないように通和散を塗りこむ様子が描かれている[10][26]。